# Lao

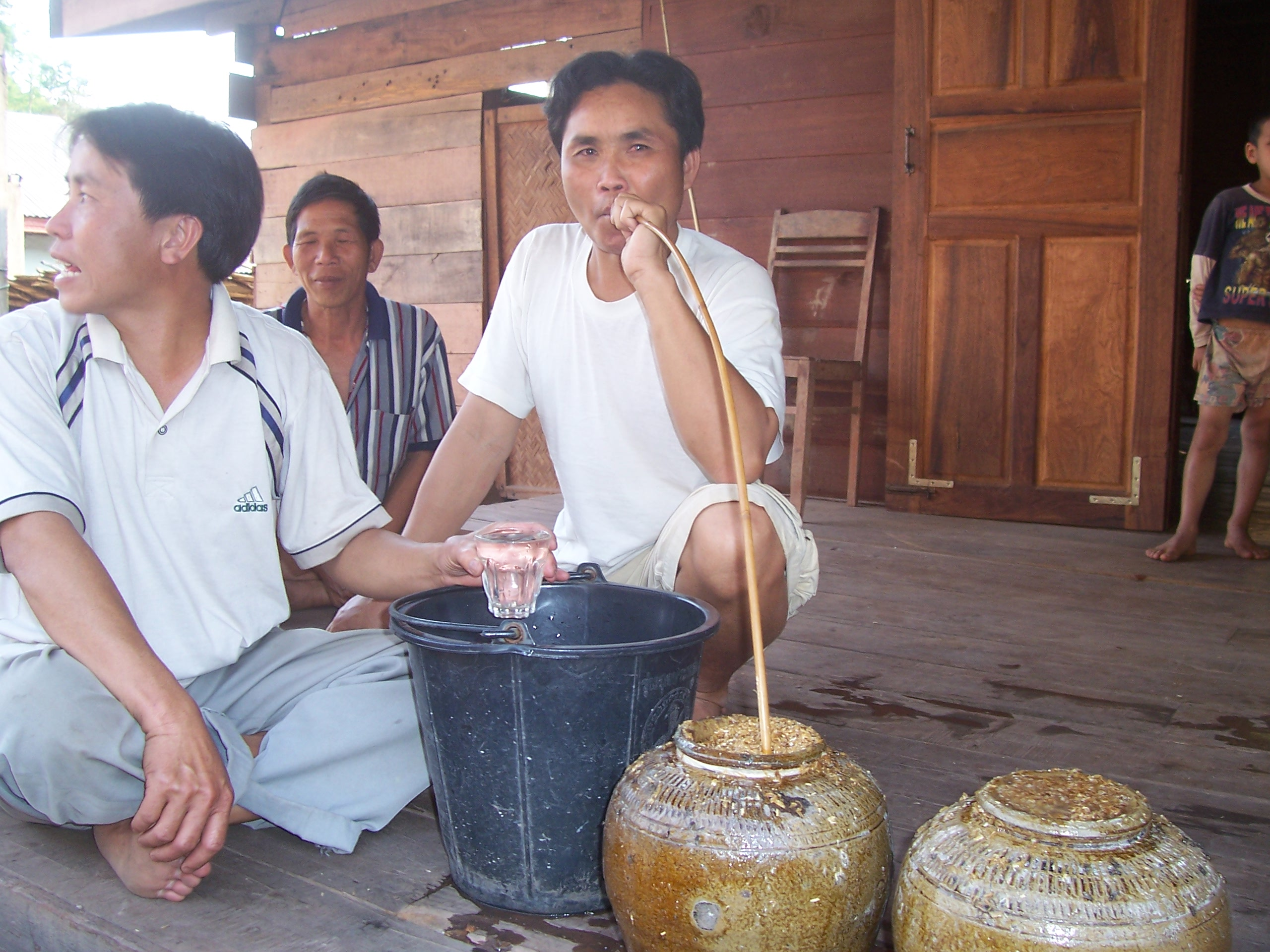
Lao pijící místní rýžové víno

Lao je etnická skupina v jihovýchodní Asii. Převážná většina jejích příslušníků žije buď v Laosu (přibližně 3 milióny) nebo v Thajsku (přibližně 15 miliónů). Laové z Thajska jsou soustředěni v oblasti Isan, přestože je zde mnoho těch, kteří se přestěhovali za prací z Isanu do jiných částí země, jako například do Bangkoku. Laové mluví různými dialekty laoštiny a isánštiny, které jsou střídavě často považovány za jediný jazyk. Následkem „thajifikačních“ kampaní ve 20. století dává mnoho obyvatel Isanu přednost názvu Isánec před Lao, přestože mezi Lay jako celkem zůstává mnoho těsných kulturních vazeb.

## Historie
Historie Laů je historií Laosu a historií Isanu. Dějiny těchto zemí se oddělily v 19. století, porážka vientianského povstání proti Siamu v roce 1827 vedla k mohutným přesunům obyvatelstva z dnešního Laosu do Isanu, ponechávajíce Laos samotný téměř neobydlen. Útěk byl zpečetěn francouzsko-siamskými smlouvami z let 1893 a 1904, které učinily z Isanu a Laosu hraniční pásmo mezi Siamem a Francouzskou Indočínou.
Od té doby Thajci i Laosané provádějí trvalé kampaně na své přetvoření v národní státy založené na Thajcích respektive Laech. V Isanu to znamená posilování loajality obyvatelstva k Thajsku, proces známý jako „thajifikace“.  Mnoho především mladších lidí proto dává přednost uvažovat o sobě jako o Isáncích spíše než Laech: „Isan“, doslovně „severovýchodní“ naznačuje příslušnost k Thajsku, zatímco „Lao“ znamená loajalitu k Laosu. Naproti tomu v Laosu je výsledkem téhož procesu podpora jazyka a kultury Laů jako národního jazyka a kultury.

## Rozložení
V Laosu žije asi 3 milióny Laů, kde tvoří asi 50% obyvatelstva (zbytek tvoří převážně horské kmeny). Etničtí Laové z Laosu vytvářejí skupinu Lao Loum („Laové z nížin“). Laové tvoří přibližně třetinu obyvatelstva Thajska: nejvíce koncentrovaní jsou v Isanu (asi 15 miliónů lidí) a v Bangkoku (kde se odhaduje přinejmenším milión Laů přistěhovaných z Isanu). V centrálním Thajsku existují ještě další populace etnických Laů, byly však již převážně asimilovány mezi běžné thajské obyvatelstvo. Malé komunity Laů existují v Kambodži, obývajíce především staré území Laů Stung Treng (Xieng Teng v laoštině), a Vietnam, kde žije také významné i když neznámé množství Laů v cizině. Hrubý odhad činí asi 500 000 lidí. Mnoho z posledně zmíněných jsou běženci, kteří uprchli před Druhou indočínskou válkou a před hnutím Pathet Lao.
Stojí za to povšimnout si, že poslední oficiální sčítání lidu provedené v Siamu (pozdějším Thajsku), ve kterém „Lao“ bylo zvláštní etnickou kategorií, ukázalo, že téměř polovina obyvatel je „Lao“. Součástí „thajifikace“ bylo zrušení této kategorie a dnes proto není jasné, jakou část thajské populace Laové tvoří.

## Jazyk
Laové mluví laoštinou a isánštinou. Obě tvoří v různé dialekty. Vientianský dialekt byl uznán jako standard v Laosu; v Isanu neexistuje standardní dialekt, ale většina dialektů je s vientianskou laoštinou vzájemně srozumitelná. Největší rozdíly isánštiny oproti laoštině jsou způsobeny větším používáním slov přejatých z thajštiny a přejímáním rozdílných neologismů pro věci zavedené po oddělení Laosu a Isanu na konci 19. století (například „motocykl“ je lot motorcy v isánštině, ale lot jak v laoštině).

## Kultura
Isan a Laos jsou ekonomicky extrémně chudými oblastmi, především kvůli poměrně neúrodné půdě a suchému klimatu. Nejobvyklejším způsobem života je zde zemědělství pokrývající pouze vlastní potřebu a vyskytuje se zde pouze několik málo větších městských center.
Laos a Isan sdílejí théravádový buddhismus. Místní kuchyně Laosu a Isanu jsou velmi podobné, kladoucí velký důraz na rybí omáčku, chilli a lepkavou rýži. Laoská kuchyně však pochytila také něco z francouzské a přejala podstatné vietnamské prvky, i když větší bída v zemědělských oblastech Laosu vedla k omezenější stravě než ve většině Isanu.
Laové a Isánci sdílejí v lidové hudbě styl mor lam. Od 80. let minulého století je mor lam z Isanu největším kulturním vlivem v Laosu.

## Další informace
- Thongchai Winichakul. Siam Mapped. University of Hawaii Press, 1984.
- Wyatt, David. Thailand: A Short History. Yale University Press, 1984.